# Бирендра
Бирендра Бир Бикрам Шах Дев (непальск. वीरेन्द्र वीर विक्रम शाह; 28 декабря 1945 — 1 июня 2001) — десятый король Непала с 1972 по 2001 год из династии Шах. Фельдмаршал Королевской Непальской армии (31 января 1972).
Бирендра был более готов к парламентской демократии, чем его отец, и установил её после референдума в 1990 году. Однако политические ссоры между различными парламентскими партиями и социальные проблемы вызвали оппозицию маоистов, которые начали в феврале 1996 года партизанскую войну в западной части страны. Вместе с тем, Бирендра, в отличие от сменившего его короля Гьянендры, отказывался использовать для проведения операций против маоистских партизан королевскую армию. Убит 1 июня 2001 своим сыном Дипендрой во время семейного ужина.

## Биография
Бирендра родился в Катманду в старом Королевском дворце Нараянхити. Первый сын наследного принца (в последующем короля) Махендры Бир Бикрам Шаха и наследной принцессы Индры Раджа Лакшми Деви Шах.
Бирендра и его брат Гьянендра восемь лет учились в иезуитской школе имени Святого Иосифа, школе иезуитов в Дарджилинге .
Бирендра получил образование в лучших университетах Европы, Азии и Америки, включая элитный Итонский колледж и Гарвардский университет, до восшествия на трон он много путешествовал.
В 1959 году Бирендра поступил в Итонский колледж (Великобритания). После завершения учебы, в 1964 году он вернулся в Непал, где начал исследовать страну, путешествуя пешком в отдаленные районы страны, посетив множество деревень и монастырей.
Прежде чем изучать политическую теорию в Гарвардском университете с 1967 по 1968 год, Бирендра некоторое время учился в Токийском университете.
Имел почётные звания: генерала Индийской армии (присвоено в 1973), полного генерала Великобритании (присвоено 23 февраля 1975) и фельдмаршала Великобритании (присвоено 18 ноября 1980).

### Семья
27 февраля 1970 года принц Бирендра женился на Айшварья Раджья Лакшми Деви из семейства Рана. Свадьба, которая была объявлена одной из самых щедрых индуистских свадебных церемоний в истории, обошлась казне $9,5 миллионов. У Бирендры и королевы Айшварьи было трое детей:
- Принц Дипендра (27 июня 1971 — 4 июня 2001)
- принцесса Шрути (15 октября 1976 — 1 июня 2001)
- принц Нираджан (6 ноября 1978 — 1 июня 2001)

## Бирендра и режим абсолютной монархии
Бирендра вступил на престол 31 января 1972 года, после смерти его отца, короля Махендры. Он был фактически абсолютным монархом, поскольку унаследовал страну, где политические партии были запрещены, а монарх управлял через систему местных и региональных советов, известных как панчаяты.

### Коронация (Февраль 1975)
В 1972 году, после смерти короля Махендры, король Бирендра проконсультировался со своими придворными астрологами, которые посоветовали ему отложить коронацию на три года. После нескольких месяцев "вычислений", астрологи заверили монарха, что самым благоприятным моментом для его коронации является именно 4 февраля 1975 года, в 8:37 утра.
В церемонии коронации приняли участие государственные деятели и политические лидеры из 60 стран, в том числе принц Чарльз, который представлял британскую королевскую семью.
По благоприятному случаю коронации король объявил, что по его указанию правительство сделало начальное образование доступным и бесплатным для каждого ребенка. Однако, действия короля разочаровали тех непальцев, которые надеялись, что монарх предпримет шаги в направлении установления демократии.

### Кризис абсолютизма
Бирендра возмущался обвинениям, что он правит как абсолютный монарх, утверждая, что он руководил демократией, при которой представители Национального собрания избирались косвенно, и говорил, что его бедная и отсталая страна не может позволить себе демократию, основанную на партийной политике, и что ей нужно твердое и решительное правительство.
После вступления на престол, первым делом король Бирендра с государственным визитом посетил Индию (с 12 по 19 октября 1973 года), а в декабре отправился в Китай. Король Бирендра считал, что Непал, зажатый между двумя азиатскими державами, должен иметь хорошие отношения с обоими государствами.
Во время церемонии коронации король Бирендра объявил о предложении сделать Непал "Зоной Мира". Бирендра официально обратился к международному сообществу с просьбой поддержать его предложение с тем, чтобы Организация Объединенных Наций объявила Непал «Зоной Мира» . Данное предложение было одобрено более чем 130 странами, за исключением Индии .

### Студенческие протесты (1979)
Протесты 1979 года в Непале были серией протестов среди студенческого сообщества в апреле и мае 1979 года, которые оказали значительное историческое влияние на политическую жизнь страны, вынудив монархию согласиться на проведение референдума о возможности многопартийности в стране. По официальным данным, во время столкновения с демонстрантами погибло 11 человек, 164 были ранены.
6 апреля группа студентов провела демонстрацию в столице Катманду, протестуя против казни Зульфикара Али Бхутто (бывшего премьер-министра Пакистана). Поскольку манифестация приблизилась к пакистанскому посольству, студенческое шествие было остановлено полицией. Как сообщалось, полиция заблокировала студентов, когда поблизости проезжала машина короля. Произошли столкновения студентов с полицией. 
После ожесточенных столкновений 6 апреля представители студенческого сообщества составили список из 22 требований к властям, призвав положить конец полицейским репрессиям против студенческого движения. В последующие дни студенты провели ряд других акций протеста. Стремясь подавить инакомыслие, власти решили закрыть кампусы в Катманду в период с 13 по 21 апреля.
9 апреля был сформирован Центральный комитет действий студентов из 9 человек, который составил список требований к властям из 25 пунктов. Членами комитета действий были:
- Национальная студенческая федерация Непала
- Национальный союз свободных студентов Непала
- Nepal Bidhyarthi Sangh

Также были сформированы «главные комитеты действий», состоявший из трёх представителей студенческих организаций запрещённых левых партий — Бал Бахадура из Непальского студенческого союза (связанного с Непальским конгрессом), Кайлаша Карки из Непальской национальной студенческой федерации (связанной с просоветской Коммунистической партией Непала (Бирма)) и Танку Карки из Всенепальского национального свободного студенческого союза (связанного с маоистской Коммунистической партией Непала (Четвёртого съезда)).
23 апреля студенты Научного колледжа «Amrit» (Ascol) провели публичную демонстрацию протеста против насилия, совершенного проправительственной группой «Раштравади Сватантра Видхарти Мандал». Полиция силой разогнала демонстрацию студентов на открытых площадках кампуса, а также окружила всю территорию. Источники из студенческого сообщества утверждали, что два или три студента были убиты полицией. По данным полиции, в столкновениях 64 человек были ранены.
После столкновений в научном колледже в власти приняли решение, которое, по сути, превратило студенческое волнение в столице в национальное восстание. Они решили закрыть кампусы и студенческие общежития; студентам было дано 24 часа, чтобы они освободили свои комнаты. Студенты из отдаленных районов покинули столицу и вернулись в свои дома, куда они принесли новости о «жестокости правительственных сил», и вскоре по всей стране начались протесты.
Вскоре, волнения охватили многие города страны: Бхактапур, Патан, Бхаратпур, Биргандж, Калайя, Джанакпур, Биратнагар, Покхара, Раджбирадж, Сираха и др. В общей сложности акции протеста прошли в 37 из 75 районов Непала.
27 апреля визит государственного министра в г. Хетауда вызвал протесты местного населения, которые на протяжении десяти часов держало министра в оцеплении. Толпа была разогнана полицией. Официальные лица заявили, что три демонстранта были убиты, но оппозиционные источники утверждали, что число погибших равнялось 17. На следующее утро правоохранительные силы репрессировали известных лидеров оппозиции в столице, арестовав несколько видных деятелей. Так, под домашний арест был помещён оппозиционный лидер Непальского конгресса Бишешвара Прасад Койрала.
2 мая король Бирендра, в ответ на протесты, сформировал комиссию в составе пяти человек во главе с Дханендрой Бахадур Сингхом, председателем Верховного суда, чтобы подготовить доклад о том, как прийти к соглашению со студенческим движением. 2—3 мая 160 студентов, арестованных во время акций протеста, были освобождены. Королевская комиссия предложила удовлетворить требования студентов по академическим вопросам, и 9 мая 64 оставшихся арестованных студента были освобождены вместе с лидерами политической оппозиции.
В итоге, студенческие движения пришли к соглашению с королевской комиссией: власти пошли на значительные уступки, такие как
- отмена новой политики в области образования 1972 года,
- отмена вступительных экзаменов в университеты,
- предоставление права на создание независимых союзов и упразднение проправительственных группировок типа «Раштравади Сватантра Видхарти Мандал».

В ответ на уступки властей, студенческий комитет от имени всех ее членов призвал сокурсников вернуться в университетские городки.
23 мая король сделал публичное заявление о том, что будет проведен референдум с универсальным избирательным правом для взрослых с тайным голосованием, на котором народ Непала сможет сделать выбор между введением многопартийной системы или сохранением беспартийного режима панчаятов. Референдум состоялся 2 мая 1980 года.

### Референдум по правительственной системе (1980)
В связи с растущим продемократическим движением король Бирендра объявил, что будет проведен референдум по вопросу выбора между беспартийной и многопартийной системами.
Референдум по системе управления состоялся 2 мая 1980 года. Избиратели должны были выбрать между внепартийной системой панчаят радж, при которой сохранялась абсолютная монархия и представительство по системе старейшин, и многопартийной системой. За систему панчаят радж высказалось большинство голосовавших (54,8 %) при явке 66,9 %.
В течение 1980-х годов ограничения, наложенные на политические организации, начали ослабевать, и либеральные группы под руководством студентов начали требовать конституционных изменений в стране.

### От абсолютизма к конституционной монархии
В 1990 году в условиях начавшихся в феврале массовых демонстраций и борьбы, развернутой Непальским конгрессом (НК) и Объединенным левым фронтом, в результате подавления которых погибло несколько сотен человек, была принята новая конституция, по которой Непал стал конституционной монархией.
Король назначил независимую комиссию по конституционным рекомендациям, чтобы представлять основные оппозиционные фракции и подготовить новую конституцию для удовлетворения их требований к политической реформе. 10 сентября 1990 года комиссия представила монарху проект предлагаемой конституции. Новая конституция сделало Бирендру главой государства конституционной монархии с многопартийной демократической системой. Проект конституции был одобрен премьер-министром Кришной Прасадом Бхаттараи и его кабинетом, и поэтому 9 ноября 1990 года Бирендра обнародовал новую конституцию, превратив Непал в конституционную монархию. Король Бирендра назначил временное правительство во главе с К. П. Бхаттараи, который до этого в течение нескольких лет отбывал заключение в тюрьме. Во время дискуссии по радио BBC К. П. Бхаттараи говорил о безупречных личных манерах и вежливости короля Бирендры и его столь же безупречной роли в качестве конституционного монарха.
Однако, постоянные ссоры между различными политическими партиями и многочисленные социальные проблемы привели страну к гражданской войне, конфликту между маоистскими повстанцами и правительственными силами, который продолжался с 1996 по 2006 год.

## Гибель
Принц Дипендра, за ужином вечером 1 июня, выпил спиртного, и в состоянии алкогольного опьянения расстрелял свою семью из пистолета-пулемёта MP5. Сам он чуть позже застрелился в саду. В результате король Бирендра, королева Айшварья, их дети — принц Нираджан, принцесса Шрути, брат короля — принц Дхирендра, сестры короля — Шанти и Шарада, муж последней Кумар и тётя короля — Джаянти погибли. Единственная оставшаяся в живых (из находившихся за ужином) — супруга принца Гьянендры (брата короля) Комал.
Почти все члены королевской семьи были убиты, кроме Гьянендры Шаха, младшего брата Бирендры. Дипендра был провозглашен королем, но умер несколько дней спустя от огнестрельных ранений. Поэтому королем был назначен Гьянендра. Тело Дипендры было кремировано.
Причиной трагедии явился отказ королевской семьи дать разрешение принцу Дипендре жениться на Девиани Рана, с которой он встречался более 10 лет. Род Рана, который в течение века фактически правил страной в качестве потомственных премьер-министров, являлся исконным врагом королевского рода в борьбе за власть в стране.

## Награды
- Орден Раджамитрабхорна (1986)[47]